# Goniofusus dupetitthouarsi
Goniofusus dupetitthouarsi is een slakkensoort uit de familie van de Fasciolariidae. De wetenschappelijke naam van de soort werd in 1840 voor het eerst geldig gepubliceerd door L.C. Kiener.